# Beatrijs Deconinck
Pour les articles homonymes, voir Deconinck.
Beatrijs Deconinck, née le 5 juillet 1955 à Ypres (Belgique), est une avocate et juge belge, première présidente de la Cour de cassation depuis le 2 avril 2019.

## Biographie

### Famille
Beatrijs Deconinck est née le 5 juillet 1955 à Ypres.

### Formation
Beatrijs Deconinck étudie le droit à la KULAK, puis obtient sa licence en droit et en criminologie à l’université de Gand en 1978.

### Carrière juridique
Après ses études, Beatrijs Deconinck est assistante à temps partiel puis maître de conférences à l’institut de droit judiciaire de l’université de Gand. Elle commence sa carrière d'avocate au barreau d’Ypres en 1978. Elle rejoint ensuite la magistrature en 1990, lorsqu'elle est nommée juge au tribunal de première instance de Furnes.
En 1995, elle est nommée conseillère à la cour d'appel de Gand. Le 4 mai 2006, elle prête serment en tant que conseillère à la Cour de cassation. Elle y exerce le mandat adjoint de président de section à partir du 26 juin 2014. Elle est également coprésidente du Centre interuniversitaire de droit judiciaire, juge suppléante à la Cour de justice Benelux, et elle est active au sein du Réseau judiciaire européen en matière civile et commerciale,,.
Le 2 avril 2019, Beatrijs Deconinck succède à Jean de Codt et devient première présidente de la Cour de cassation. C’est la 37e personne à occuper ce poste, et la première femme. Elle prête serment le lendemain devant le roi, et entre officiellement en fonction le 26 avril 2019,.

## Décoration
- Grand-croix de l'ordre de la Couronne[8].